# Mingská politika

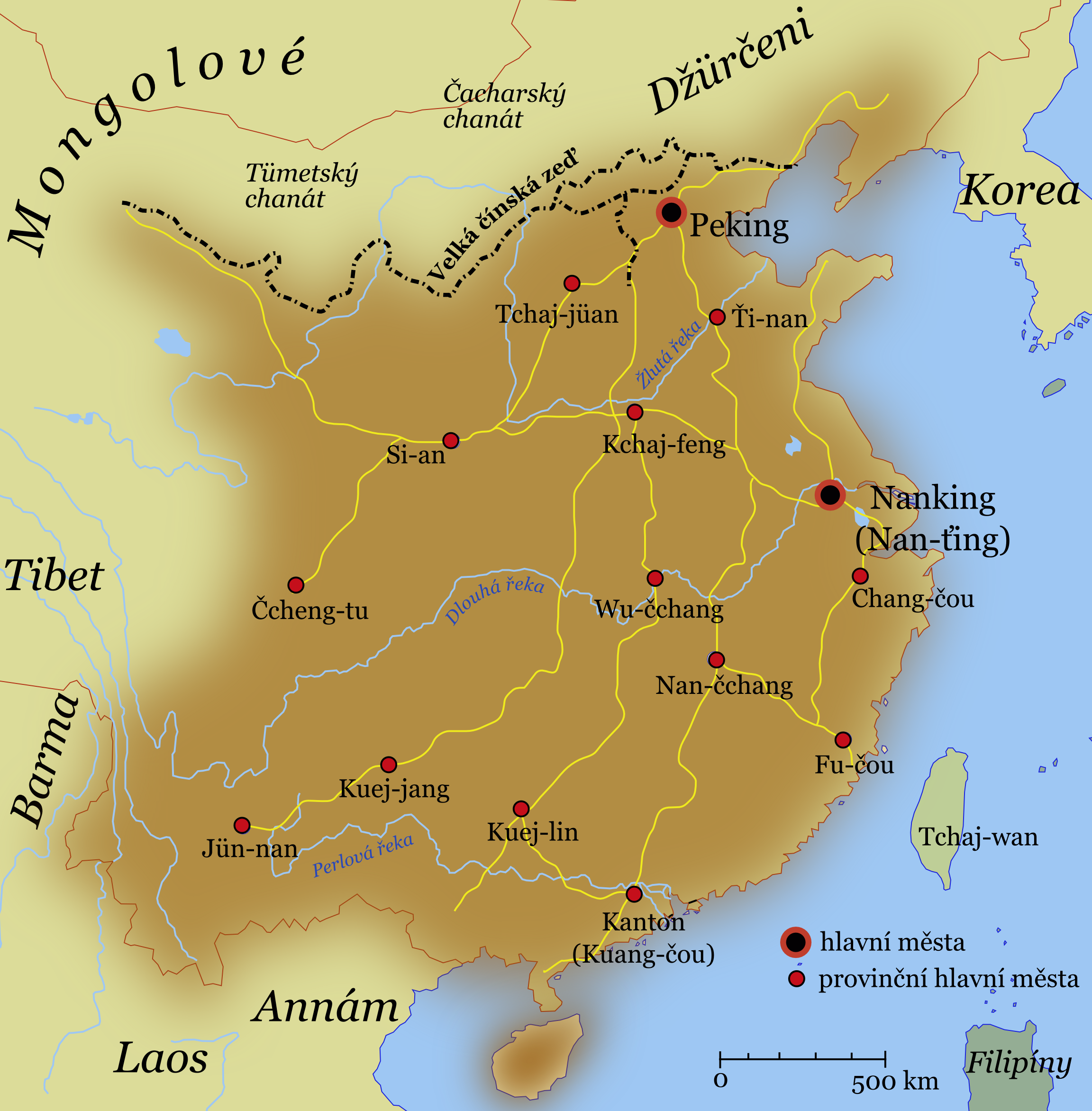
Říše Ming kolem roku 1580

Čína za vlády dynastie Ming byla co do počtu obyvatel i ekonomické síly největším státem tehdejšího světa. Základním cílem vnitřní i zahraniční mingské politiky bylo udržení stability země a vlády. Vzhledem k rozlehlosti země a početnosti obyvatelstva to nebyl lehký úkol.
Územní expanze říše dosáhla vrcholu za vlády císaře Jung-le (1402–1424). Jeho nástupci byli nuceni se na jihu stáhnout z Vietnamu, na severu k čínské zdi a dalších výbojů se vzdali. Zachovali však rozsáhlou síť formálně závislých států, odevzdávajících čínskému císaři tribut. Mezi plátce tributu patřil po delší či kratší dobu Korea, Tibet, Džürčeni, řada států jihovýchodní Asie, určitou dobu i Japonsko.
Zakladatel dynastie, císař Chung-wu se snažil společnost stabilizovat omezením sociální i fyzické mobility obyvatelstva pomocí důsledné státní kontroly všech stránek života společnosti. Jeho nástupci nebyli schopni udržet vysokou míru státního dohledu a vliv státních institucí, zejména centrálních, na každodenní život postupně klesal. Bezprostřední styk s obyvatelstvem postupně úřadům zprostředkovala vrstva džentry.
Dědiční vojenští velitelé, kteří vládli zemi v raném období dynastie, postupně ztratili svoji moc. O rozhodující vliv ve vládě pak soupeřili konfuciánsky vzdělaní úředníci, kontrolující státní správu od okresních úřadů po ministerstva v Pekingu, s eunuchy sloužícími v císařském paláci. Prostřednictvím eunuchů císaři od středního období vlády dynastie budovali paralelní administrativu, nezávislou na tradičním úředním aparátu. Chod státní správy ochromovaly i frakční spory uvnitř úřednické vrstvy.
Zhoršení klimatu, následné hladomory a rolnická povstání, společně s tlakem zesílivších Džürčenů (čerstvě přejmenovaných na Mandžuy) už dynastie nepřežila. Její místo zaujala nová, mandžuská dynastie Čching.

## Protimongolská povstání a zrození dynastie
Původem mongolská dynastie Jüan (1271–1368) vládla v Číně do příchodu dynastie Ming. Nespokojenost s mongolskou vládou byla vyvolána, mezi jiným, diskriminační politikou vlády namířenou proti domácímu obyvatelstvu – Číňanům (přesněji Chanům), zejména z jihočínských oblastí. Nespokojenost rostla i v důsledku tvrdého daňového útlaku a katastrofických záplav v povodí Chuang-che způsobených nedostatečností protipovodňových opatření. V důsledku výše uvedených příčin upadla jak výroba, tak zemědělství, a stovky tisíc rolníků, násilně sehnaných k opravám hrází, povstaly.

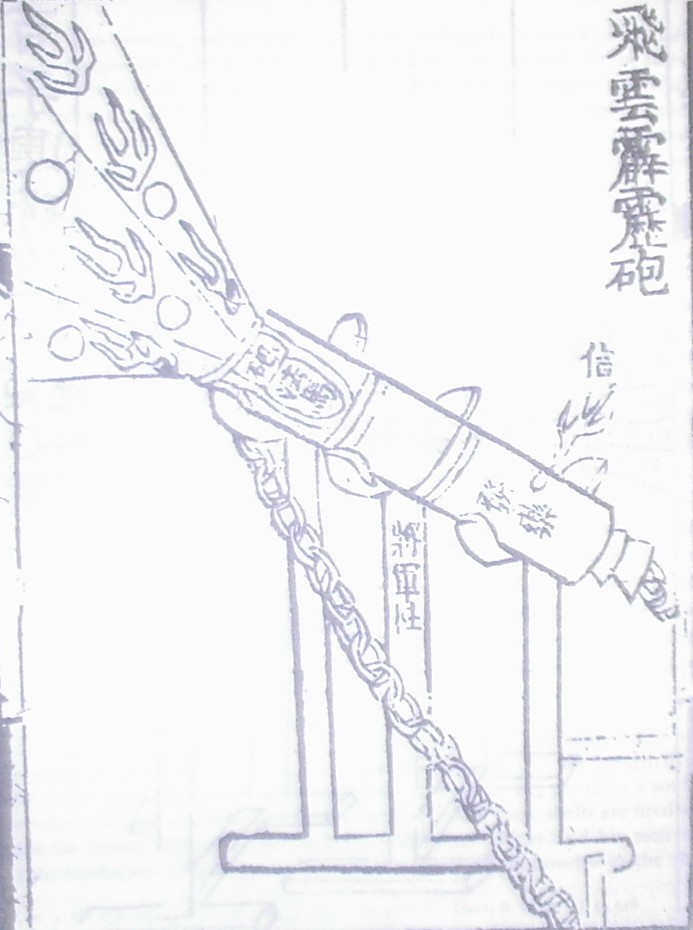
Zobrazení děla z publikace Chuo-lung-ťing, sestavené Ťiao Jüem and Liou Ťiem před rokem 1375

Toto povstání bylo nazváno Povstání rudých turbanů. Vojska povstalců organizovali členové Bílého lotosu – tajného buddhistického bratrstva. Mezi povstalci záhy vynikl Ču Jüan-čang, narozený jako syn obyčejného rolníka, po smrti rodičů buddhistický mnich, připojivší se roku 1352 k Rudým turbanům. Zpočátku řadový bojovník postupně získal značnou autoritu, zvláště po svatbě s adoptivní dcerou jednoho z vůdců povstání. Roku 1356 armáda pod jeho velením (takzvaný „Zelený les“) dobyla Nanking, pozdější hlavní město mingské říše.
Ču Jüan-čang upevnil svou moc na jihu země, když porazil svého hlavního soupeře, dalšího povstaleckého vůdce Čchen Jou-lianga v bitvě na jezeře Pcho-jang roku 1363. Později, poté co za nevyjasněných okolností zahynul vůdce Rudých turbanů (nedlouho po návštěvě domu Ču), přestal Ču Jüan-čang skrývat své císařské ambice a s novým rokem 1368 vyhlásil novou dynastii a nový stát – Ming. Vzápětí nový císař poslal svá vojska do útoku proti hlavnímu městu Číny Ta-tu (Chánbalyk, dnešní Peking), poslední císař dynastie Jüan uprchl na sever a tak Ču pouze do základů zničil paláce předešlé dynastie. Město bylo téhož roku přejmenováno na Pej-pching.
Ču zavrhl tradiční princip, podle kterého vládnoucí dynastie dostávala název podle oblasti ze které pocházel její první panovník, ale následoval mongolský vzor povznášejícího titulu a vybral pro novou dynastii jméno Ming (明) – „Jasná“. Za název éry a heslo své vlády Ču určil „Chung-wu“ (洪武) – „Nesmírná bojovnost“ (protože během své vlády vyhlásil pouze jednu éru, je jejím názvem označován i sám císař). Ve snaze o likvidaci jakékoli nezávislé moci v zemi se postavil proti Bílému lotosu, začal popírat jeho zásluhy na vyhnání Mongolů, a poté, co se stal císařem, krutě potlačoval náboženskou opozici své vládě.

## Rané mingské období

### Éra Chung-wu

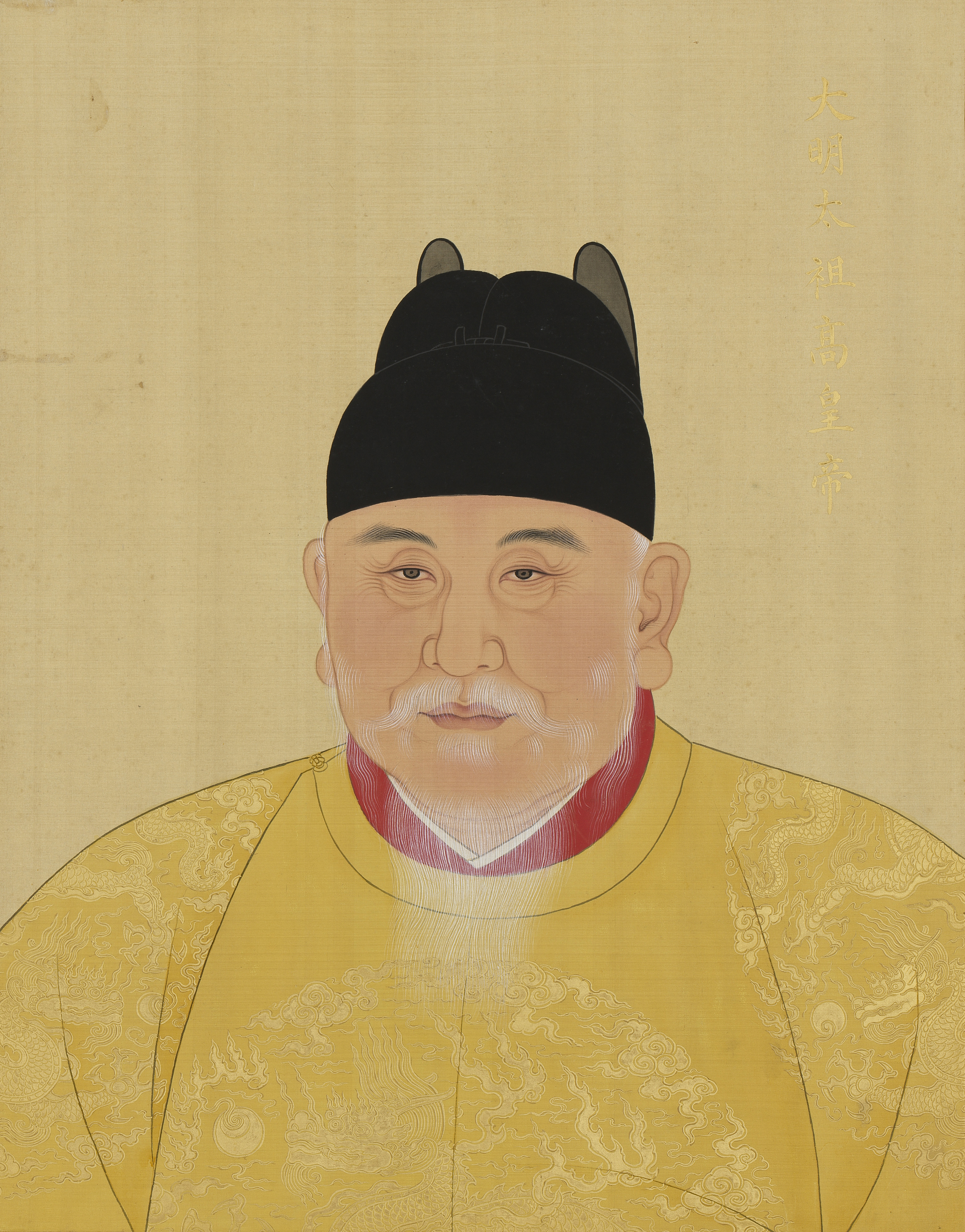
Portrét císaře Chung-wu (1368—1398)

Po získání moci se císař Chung-wu neprodleně věnoval obnově infrastruktury státu. Zahájil výstavbu Nankingu, nového hlavního města. Tisíce dělníků obehnali město 48 km dlouhými hradbami a vybudovali císařský palác a vládní čtvrť.
Vláda věnovala pozornost i hospodářství země. U pozemků obsazených rolníky i velkými vlastníky během válek císař zaručil vlastnictví těm, kdo je obdělávali. Orné půdy se nedostávalo, proto zemědělci, kteří zúrodnili neobdělávanou půdu, byli tři roky osvobozeni od daní, což umožnilo už třetím rokem vlády Chung-wua osídlit pusté oblasti kolem severních měst. Vláda dále podporovala běžence a obyvatelstvo hustě osídlených oblastí k přesídlení na prázdnou půdu poskytujíce jim různé úlevy. V zájmu zvýšení množství pracovní síly bylo zrušeno otroctví (vlastnit otroky bylo povoleno pouze členům císařského rodu), snížen počet mnichů, zakázána koupě a prodej svobodných lidí, včetně přijímání žen, dětí a souložnic jako zástav a zakázáno obchodování z otroky.
Současně s rozšířením státního pozemkového fondu a stimulací růstu pracovních sil Chung-wu usiloval o přesnou a úplnou evidenci země a poddaných. Už následující rok po založení dynastie byl vydán císařský dekret, přikazující se všem poddaným zaregistrovat v úředních soupisech. Roku 1370 byl proveden první soupis obyvatelstva s cílem nejen zaregistrovat všechno obyvatelstvo, ale i stanovit velikost majetku každého hospodářství. Roku 1381 byl registrační systém zdokonalen, čímž se zlepšila procedura výběru daní a vykonávaní pracovních povinností.
Mimo znovuobdělání opuštěné půdy byly počátkem vlády dynastie Ming přijaty opatření pro obnovení zavlažovacích systémů. Chung-wu rozkázal místním úřadům informovat dvůr o všech požadavcích a připomínkách obyvatelstva ohledně oprav nebo výstavby zavlažovacích staveb. Ve 27. roku éry Chung-wu (1394) císař zvláštním výnosem nařídil ministerstvu veřejných prací uvést do řádného stavu kanály a přehrady pro případ sucha nebo přívalových dešťů, současně rozeslal po zemi absolventy státní školy a technické specialisty dozírající na protipovodňové stavby. V zimě roku 1395 bylo po celé zemi postaveno 40 987 hrází a odvodňovacích kanálů.
Zahraniční obchod byl se souhlasem úřadů povolen. Nicméně, jelikož se v konfuciánské společnosti obchod nepovzbuzoval jako nedůstojné povolání, vláda Chung-wua se jej snažila omezit na výměnu darů se zahraničními poselstvy.
V prvních letech po vyhlášení říše Ming její administrativní aparát kopíroval tchangské a sungské vzory ze 7. – 12. století, s některými jüanskými zdokonaleními. Nicméně tato struktura samotného císaře částečně vzdalovala od přímého výkonu moci a proto Chung-wua neuspokojovala. Brzy proto přistoupil k radikální reorganizaci správního aparátu, se základním cílem všestranné centralizace a růstu osobní moci vladaře. Nejdříve byla reformována místní správa, poté i centrální orgány a nejvyšší vojenské velení.
Roku 1380 pro podezření z účasti ve spiknutí proti osobě císaře byl uvězněn první ministr Chu Wej-jung (胡惟庸), načež byla jeho funkce s celým podřízeným sekretariátem definitivně zrušena a výkonná moc v úplnosti přešla k císaři. Stále očekávajíce pokusy o svržení ze strany ministrů i poddaných, císař ustanovil Ťin-i wej – tajnou policii, sestávající z vojáků jeho osobní stráže. Během třiceti let vlády proběhlo několik čistek mezi úředníky i obyvatelstvem, v jejichž důsledku zahynulo stotisíc lidí; vina za jejich smrt v neposlední řadě leží právě na císařské tajné policii.
Přestože byl konfucián, měl císař Chung-wu hlubokou nedůvěru k třídě úředníků a neváhal je podrobovat tělesným trestům za spáchané přečiny. Roku 1373 zrušil úřednické zkoušky poté, co 120 čerstvých držitelů hodnosti ťin-š’  (nejvyšší dosažitelná hodnost, udělovaná při složení zkoušek v hlavním městě) bylo schopno pouze opakovat naučené fráze. Po obnovení zkoušek roku 1384 popravil hlavního zkoušejícího, poté co vyšlo najevo, že dotyčný uděloval stupeň ťin-š’ pouze uchazečům z jihu.
Roku 1364 byly zahájeny práce na sestavení nového konfuciánského zákoníku – Ta Ming lü (ve značné míře vycházel se starého tchangského zákoníku z roku 653), prvotní znění bylo odsouhlaseno roku 1367, definitivní verze byla přijata roku 1397 a zůstala neměnná do pádu říše, i když byla doplňována dodatečnými ustanoveními.
Po sjednocení Číny bylo základním úkolem mingské armády odvrácení mongolské hrozby. Dosti úspěšné boje s Mongoly byly vedeny až do roku 1374 a znovu v letech 1378–1381 a 1387–1388. Chung-wu reorganizoval armádu zavedením systému wej-suo podobného systému fu-ping Tchangů. Jádrem uspořádání byly příděly půdy vojákům, kteří se tak v obdobích mezi taženími sami živili. Tento systém nicméně zkrachoval, fungující zásobování vojáků potravinami z vlastních zdrojů se zorganizovat nepodařilo a v jednotkách závislých na tomto typu zásobování kvetlo dezertérství.

### Éra Ťien-wen
Po smrti císaře Chung-wu roku 1398 nastoupil na trůn jeho vnuk Ču Jün-wen (1377–1402) jako císař éry Ťien-wen. Nejbližší poradci nového císaře zahájili revizi Chung-wuových reforem. Nejpodstatnější změnou byl pokus o zrušení údělů vzniklých za předchozí vlády. Obávajíce se mocichtivosti svých strýců, císař Ťien-wen omezoval jejich reálné mocenské možnosti. Nejnebezpečnějším z nich v očích císaře byl vojevůdce Ču-ti, kníže z Jen, postavený do čela pekingské oblasti, kde měl za úkol držet hranici s Mongoly. Poté, co císař odvolal několik svých strýců a začal zatýkat členy Ču-Tiho domácnosti, Ču-ti zorganizoval spiknutí proti císaři. Pod záminkou ochrany císaře od nebezpečí hrozícího mu od zkorumpovaných dvorských úředníků povstal proti vládě. Nakonec Ču-ti dobyl hlavní město, palác v Nankingu shořel do základů, v něm pravděpodobně i císař s manželkou, matkou a dvořany. Ču-ti vstoupil na trůn jako císař Jung-le (1402–1424). Jeho vláda se občas vnímána jako „druhé založení“ mingské dynastie, jelikož ostře změnil politický kurs svého otce.

### Éra Jung-le

Portrét císaře Jung-le (vládl 1402–1424)

#### Nové hlavní město a obnovení kanálu
Jung-le ponížil Nanking na úroveň druhého hlavního města, když roku 1403 vyhlásil rozhodnutí o svém přechodu do Pekingu, který centrem jeho moci už v éře Chung-wu. Výstavba nové metropole v letech 1407–1420 každodenně zaměstnala stovky tisíc pracovníků. V centru nového hlavního města se nacházelo vlastní středisko moci – úřednické Císařské město a uprostřed něj Zakázané město – palácové sídlo samotného císaře a jeho rodiny. Do roku 1553 bylo na jihu přistavěno vnější město.

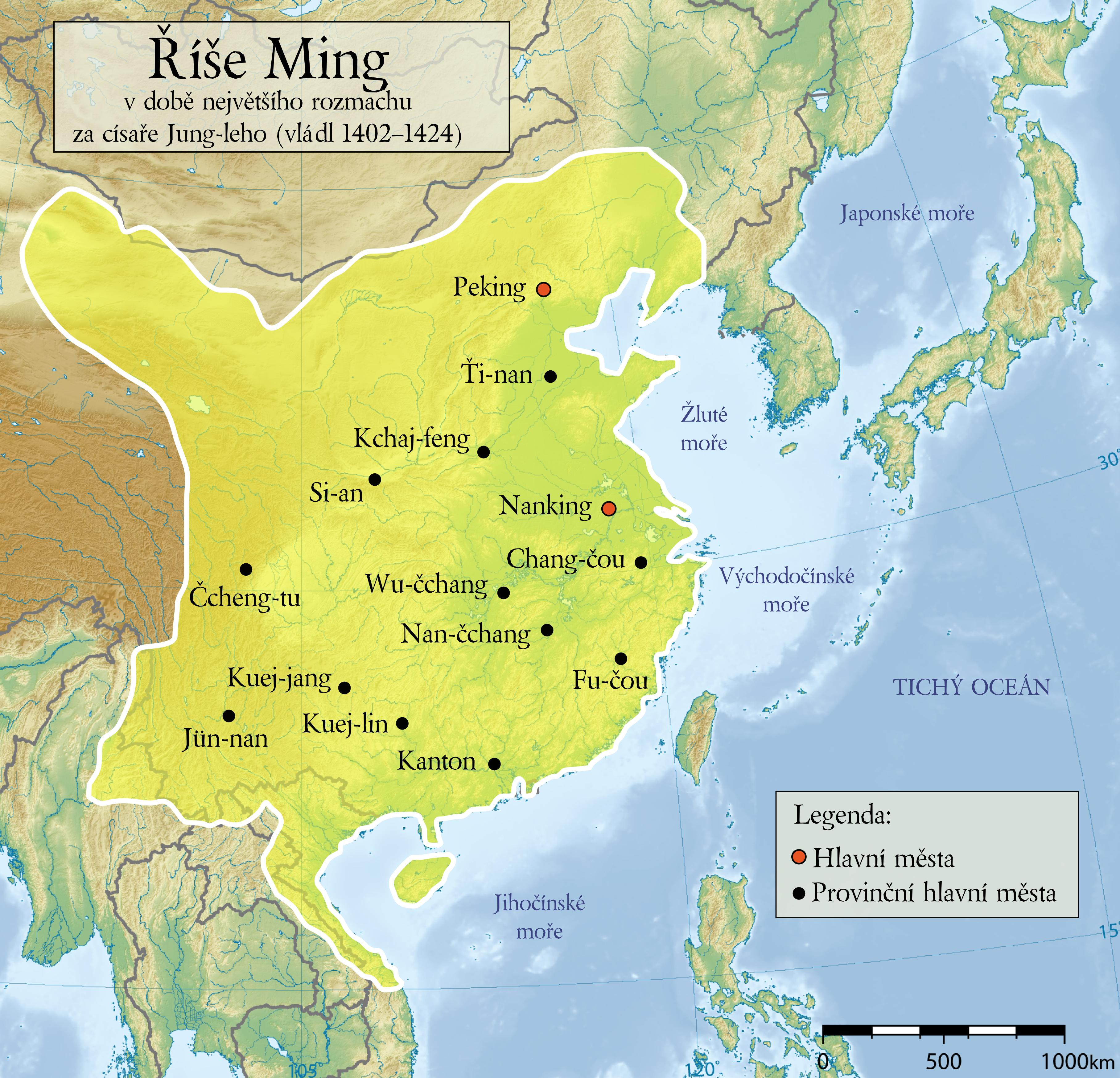
Čína v době největšího územního rozmachu za vlády císaře Jung-le

Během několika století před érou Jung-le byl Velký kanál zanedbán a částečně zanikl (zásobování Pekingu rýží z jihu za dynastie Jüan probíhalo po moři.) Nový císař nařídil obnovu kanálu, což bylo po čtyřech letech prací roku 1415 splněno. Význam obnovy kanálu byl v zajištění zásobování Pekingu. Každoročně metropole potřebovala kolem 4 miliónů ši (jedno ši odpovídalo 107 litrům) rýže, jejichž dopravu po moři komplikovaly obtíže námořní navigace a při použití vnitrozemských tras před obnovou kanálu dopravci ztráceli čas a síly opakovanou překládkou nákladu. Vláda na rekonstrukci vodní cesty vyslala 165 tisíc dělníků v západním Šan-tungu, kteří vystavěli systém patnácti zdymadel. Opětovné zprovoznění Velkého kanálu bylo výhodné i pro Nanking, otevřením možnosti znovuzískání pozice obchodního střediska země, dosud držené Su-čou, které mělo výhodnější umístění uprostřed sítě kanálů na jih od Jang-c’.
Přestože se Jung-le, stejně jako jeho otec, neváhal v případě potřeby násilně vypořádat s odpůrci – kupříkladu popravil Fang Siao-žua za odmítnutí napsat proklamaci o nástupu nového císaře na trůn, na úřednickou vrstvu nahlížel úplně jinak než jeho otec. Přikázal setřídit texty neokonfuciánců a využít je jako učební příručky pro výuku budoucích úředníků. Dva tisíce učenců zaměstnal sestavením Encyklopedie Jung-le sestávající ze sedmi tisíc svazků (22 938 kapitol a 50 miliónů slov), což výrazně překonalo všechny dosavadní encyklopedie, včetně Čtyř velkých knih Sungů z 11. století. Nicméně nejenom úředníci se těšili přízni a podpoře císaře. Říši vládl do značné míry „z koňského sedla“, často cestoval mezi oběma hlavními městy, stejně jako císaři Jüan, a opakovaně vedl vojenská tažení do Mongolska. Proti takovému chování se stavěli konfuciánští úředníci, cítíce se ohroženi z toho plynoucím zesílením vlivu eunuchů a vojenských špiček, skupin, jejichž moc závisela na císařské přízni.

#### Výstavba loďstva, zahraniční politika

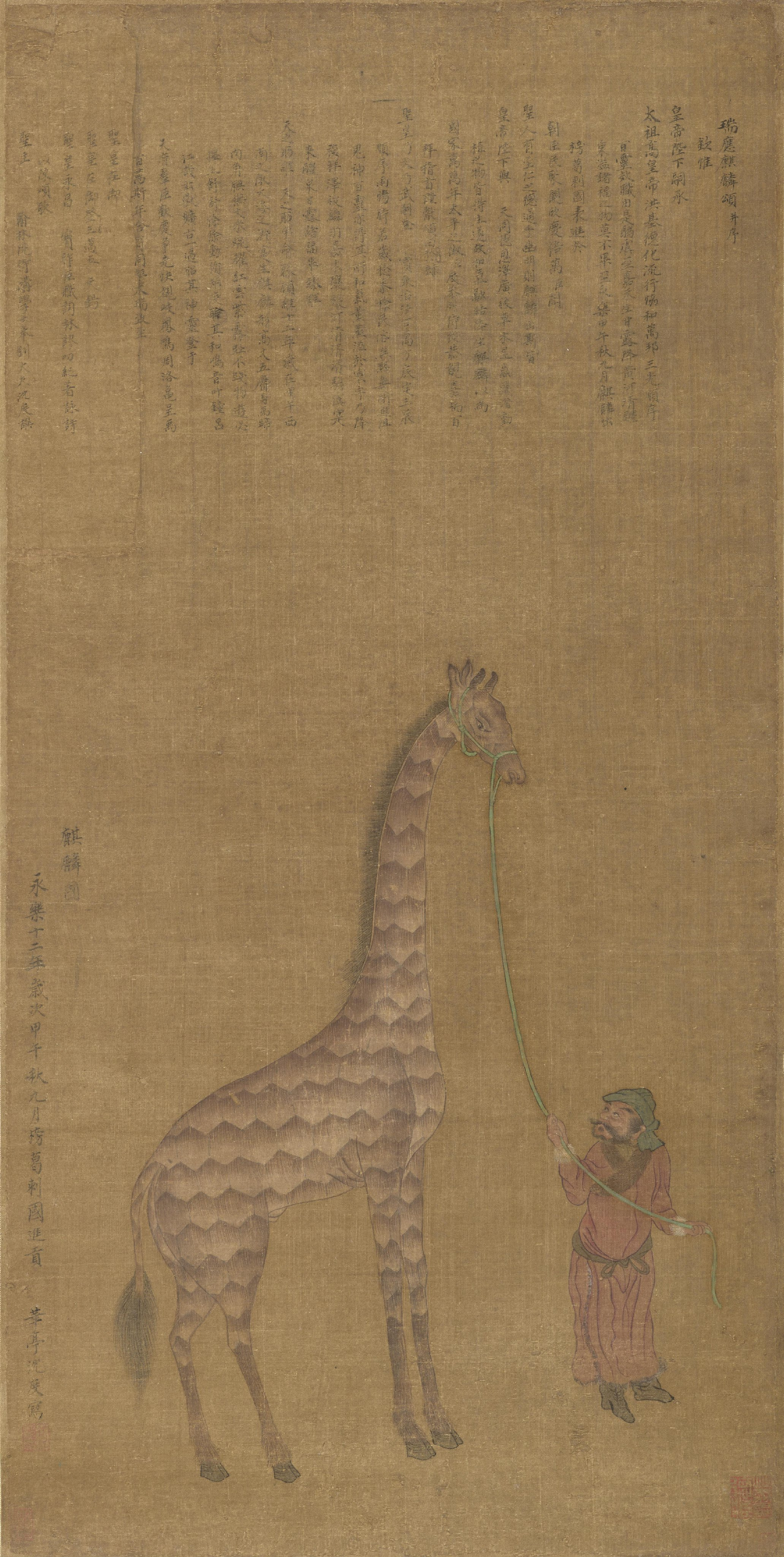
Žirafa dovezená z Afriky roku 1414. Číňané si žirafy spojovali s bájným zvířetem čchi-lin

Roku 1405 jmenoval císař Jung-le svého oblíbeného velitele, eunucha Čeng Che (1371–1433) admirálem nově vybudovaného gigantického loďstva, určeného pro šíření slávy Číny a vymáhání tributu od širokého okruhu zemí. Už vláda říše Chan vysílala diplomatické mise na západ po souši, a v průběhu staletí se rozvíjel soukromý námořní obchod mezi Čínou a zeměmi jihovýchodní a jižní Asie a východní Afriky. Přičemž vrcholu objemu námořního obchodu bylo dosaženo za vlády dynastií Sung a Jüan. Ale nikdy předtím neměly vládní výpravy takový rozsah jako v éře Jung-le. K zajištění sedmi velkých výprav bylo postaveno dva tisíce lodí, včetně velikých „lodí pokladů“ s délkou 112–134 metrů a šířkou 45–54 metrů. První výprava proběhla v letech 1405–1407, na 317 lodích se plavilo 70 eunuchů, 180 lékařů, 5 astrologů a 300 důstojníků, včetně všech námořníků a vojáků to bylo 26 800 lidí.
Vypravování ohromných expedic, které mimo politických sledovaly i ekonomické cíle, bylo po návratu poslední expedice roku 1433 zastaveno. V očích úřednictva totiž vysoké výdaje na vybavení loďstva znamenaly především nepřiměřené zvýšení moci eunuchů disponujících těmito sumami. V této logice omezení výdajů na námořnictvo přinášelo pokles vlivu eunuchů u dvora.
Jung-le roku 1407 dobyl Vietnam, ale záhy v zemi vypuklo povstání a roku 1427 se čínská vojska ocitla v neudržitelném postavení a byla donucena opustit zemi. Přičemž válečné výdaje neprospěly zdraví státních financí. Roku 1431 byl nakonec nový vietnamský stát dynastie Lý uznán za stát platící tribut, ale jinak nezávislý.
Hrozbu představovali i Mongolové znovu sbírající síly v severních stepích, což pro císaře představovalo problém prvořadé důležitosti. Ve snaze předejít nebezpečí, podniknul Jung-le řadu pustošivých tažení do Mongolska. Samotný přesun metropole z Nankingu do Pekingu byl diktován nutností stále držet pod dohledem neklidné severní sousedy.

## Vztahy sTibetem

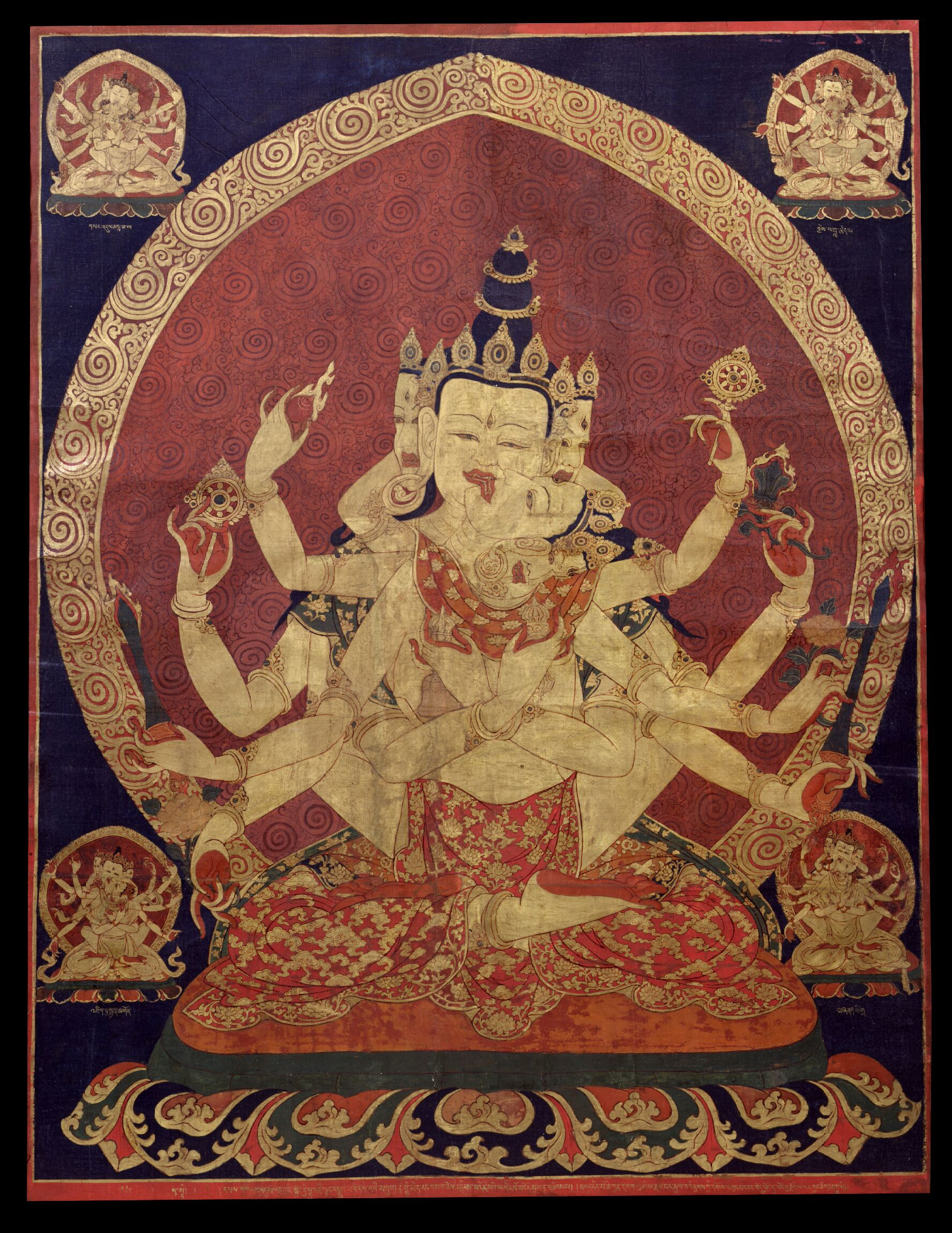
Tibetská thangka ze 17. století;
i takové malby přínášeli Tibeťané jako tribut na mingský dvůr, náhradou za ně dostávali poslové dary v hodnotě tributu.

Během 14. století mingské armády podnikly několik pokusů o vpády na tibetské území, všechny však byly Tibeťany úspěšně odraženy. Patricia Ebrey, Thomas Laird, Wang Ťia-wej a Ňima Gjacchän se shodují v nepřítomnosti stálých čínských posádek v Tibetu, v kontrastu se situací během vlády dynastie Jüan. Císař Wan-li (vládl 1572–1620) se pokoušel znovuobnovit čínsko-tibetské vztahy v reakci na mongolsko-tibetské spojenectví počínající roku 1578 udělením titulu dalajláma, které později ovlivnilo zahraniční politiku mandžuské dynastie Čching k podpoře dalajlámy a školy gelugpa. Koncem 16. století Mongolové úspěšně podpořili moc školy gelugpa prostřednictvím trvalé ozbrojené přítomnosti, kulminující počátkem 40. let 17. století.
Nečínští historikové všeobecně považují Tibet za nezávislý na mingské Číně, zatímco čínští historici zastávají opačný názor. Ming-š’ – oficiální dějiny říše Mingů dokončené roku 1739 během vlády následující dynastie Čching – uvádějí ustanovení komandérií dohlížejících na tibetskou administrativu, a potvrzení a obnovení hodností udělených dynastií Jüan a udělení nových knížecích titulů vůdcům tibetských buddhistických sekt. Nicméně, Turrell V. Wylie uvádí, že cenzura v Ming-š’ ve snaze zvětšit prestiž a reputaci mingských císařů zkresluje historii čínsko-tibetských vztahů v mingské době.
Moderní historici debatují o existenci suverenity Číny nad Tibetem; mnozí věří, že šlo čistě o formální suzerenitu Číny nad Tibetem, navíc ukončenou v éře Ťia-ťing, kdy byli buddhisté u dvora perzekvováni a vytlačeni taoisty. Podle Helmuta Hoffmana mělo mingské panství nad Tibetem čistě nominální charakter a omezovalo se na občasné objevení se tibetských emisarů s tributem u mingského dvora, za což vládci Tibetu obdrželi čínské tituly, aniž by se mingská vláda jakkoliv vměšovala do výkonu moci v Tibetu. Wang Ťia-wej a Ňima Gjacchän nesouhlasí a tvrdí, že mingská moc nad Tibetem byla skutečná a tibetští vladaři svou moc nedědili, ale byli nuceni odejít do Pekingu a zde obdržet nárok na vládu z rukou čínského císaře. Podle Melvyna C. Goldsteina Číňané neměli reálný vliv a různé tituly udělované už vládnoucím tibetským vůdcům těmto nepřinášely moc nad obyvatelstvem jako dříve za dynastie Jüan; a tak „mingští císaři pouze uznávali politickou realitu“. Někteří učenci poznamenávají, že tibetsko-čínské vztahy měly významnou náboženskou složku, která je v moderních pracích zhusta podceňována. Další obracejí pozornost na obchodní aspekty vztahů, zdůrazňujíce hlad mingské Číny po koních a z něj vyplývající důležitost jejich směňování za čaj. Diskuze se vede i o míře vlivu Číny, existoval-li, na rody postupně fakticky vládnoucí v Tibetu – dynastie Phagmodu (1354–1436), Rinpung (1436–1565) a Cangpa (1565–1642).

## Na jihozápadní hranici

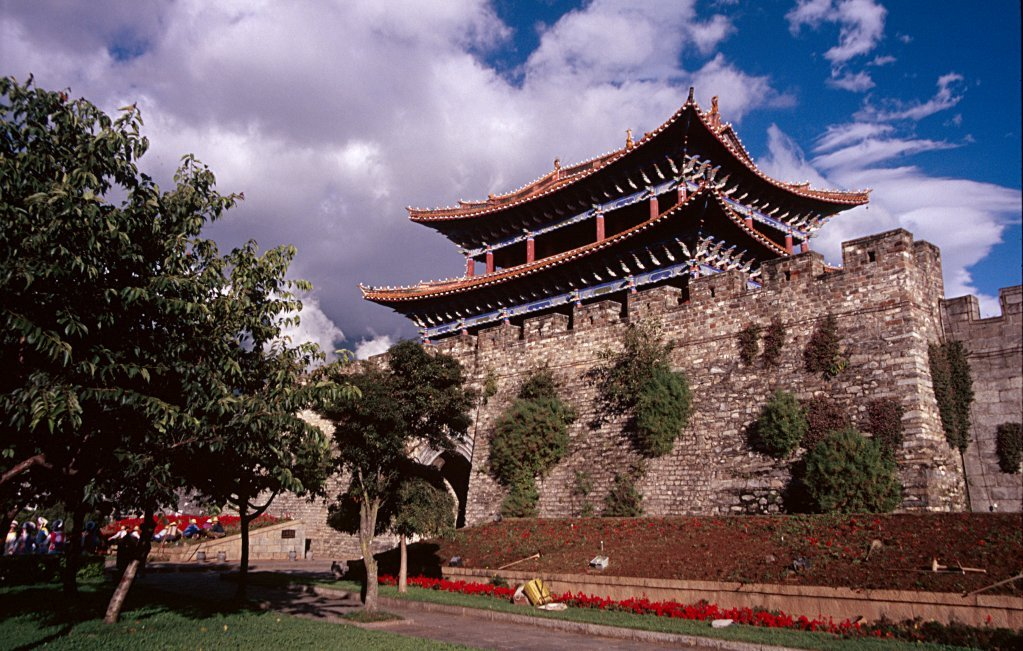
Jižní brána města Ta-li, postavená roku 1382 brzy po dobytí města a oblasti Číňany

Roku 1381 byla na jihozápadních hranicích schopna mingská armáda dobýt značná území na království Ta-li. Koncem 14. století bylo 200 tisícům vojenských přesídlenců vyděleno kolem 2 miliónů mu (tedy 130 tisíc hektarů) půdy v budoucích provinciích Jün-nan a Kuej-čou. Další půlmilión Číňanů se připojil k prvním přesídlencům později, tyto migrace značně změnily etnickou skladbu regionu, který měl koncem 14. století asi 3 milióny obyvatel s nadpoloviční většinou nechanských národů. V těchto oblastech mingská vláda realizovala politiku dvojí vlády: oblasti s převládající čínskou většinou byly spravovány podle mingských zákonů a obyčejů, oblasti s nečínskou většinou byly spravovány v souladu s místními obyčeji pokud se místní vůdci zavázali udržovat pořádek a odvádět daně výměnou za dovoz čínského zboží.
Mezi nečínským a čínským obyvatelstvem vznikaly stálé třenice, které vyvrcholily v letech 1464–1466, kdy národy Miao a Jao v provinciích Kuang-si, Kuang-tung, S’-čchuan, Jün-nan a Kuej-čou povstaly proti čínské nadvládě. Vláda proti nim poslala třicetitisícovou armádu (včetně tisícovky Mongolů) ke kterým se připojilo 160 tisíc branců zmobilizovaných na místě (v provincii Kuang-si) a během dvou let bylo povstání poraženo. Pozdější nové povstání bylo poraženo armádou vedenou úředníkem a filozofem Wang Jang-mingem (1472–1529). Na jeho naléhání byla zavedena jednotná správa pro čínské i nečínské obyvatelstvo, s myšlenkou zohledňování místních zvyků ve všech správních rozhodnutích.

## Střední mingské období

### Ekonomický pokles
Koncem dvacátých let 15. století se vládní finance dostaly pod tlak. V důsledku vysoké daňové zátěže poklesly daňové příjmy z některých bohatých regionů. Válka ve Vietnamu spolykala značné prostředky a následná prohra přinesla ztrátu příjmů z jeho nerostného bohatství. Začátkem 30. let navíc poklesla výnosnost mnohých dolů.
Finanční problémy státu byly známkou počínajícího ekonomického poklesu. Od poloviny 30. let 15. století začalo na severní polokouli šedesátileté chladné období, které přineslo opakované neúrody, následované hladomory a epidemiemi. Navíc zhoršené občasnými záplavami a suchem.
Na výše zmíněné ekonomické problémy, ke kterým přistoupily ještě boje na jihozápadě ve 30. a 40. letech a s nimi spojený pokles těžby v tomto na rudy bohatém kraji, konfuciánští úředníci držící moc reagovali měnovou restrikcí (uzavíráním stříbrných dolů a omezením výroby měděných mincí) a snížením státních výdajů – zrušili zámořské expedice a omezili tributární výměny. Úsporná opatření přijímali tím snáze, čím více zasáhla ekonomické základy moci eunuchů, konkurenční skupiny v mocenském boji. Právě eunuchové se podíleli na námořních expedicích a byli zainteresování v těžbě stříbra. Pozornost vlády současně poutal neklid na severních hranicích.
Nedostatek měny v Číně vyvolal problémy od Japonska po Jávu. Masově se rozšířilo padělání mincí a následně hromadění drahých kovů. Ve 40. letech 15. století tak došlo k výraznému omezení oběhu stříbra.
Začátkem čtyřicátých let získal převahu na císařském dvoře eunuch Wang Čen. Eunuchové prosadili znovuotevření stříbrných dolů pod jejich dohledem. Avšak nízká produktivita těžby v kombinaci s vysokými požadavky dozorujících eunuchů vedla k sérii hornických povstání ve Fu-ťienu, Če-ťiangu a Ťiang-si.

### Bitva upevnosti Tchu-mu a vztahy sMongoly

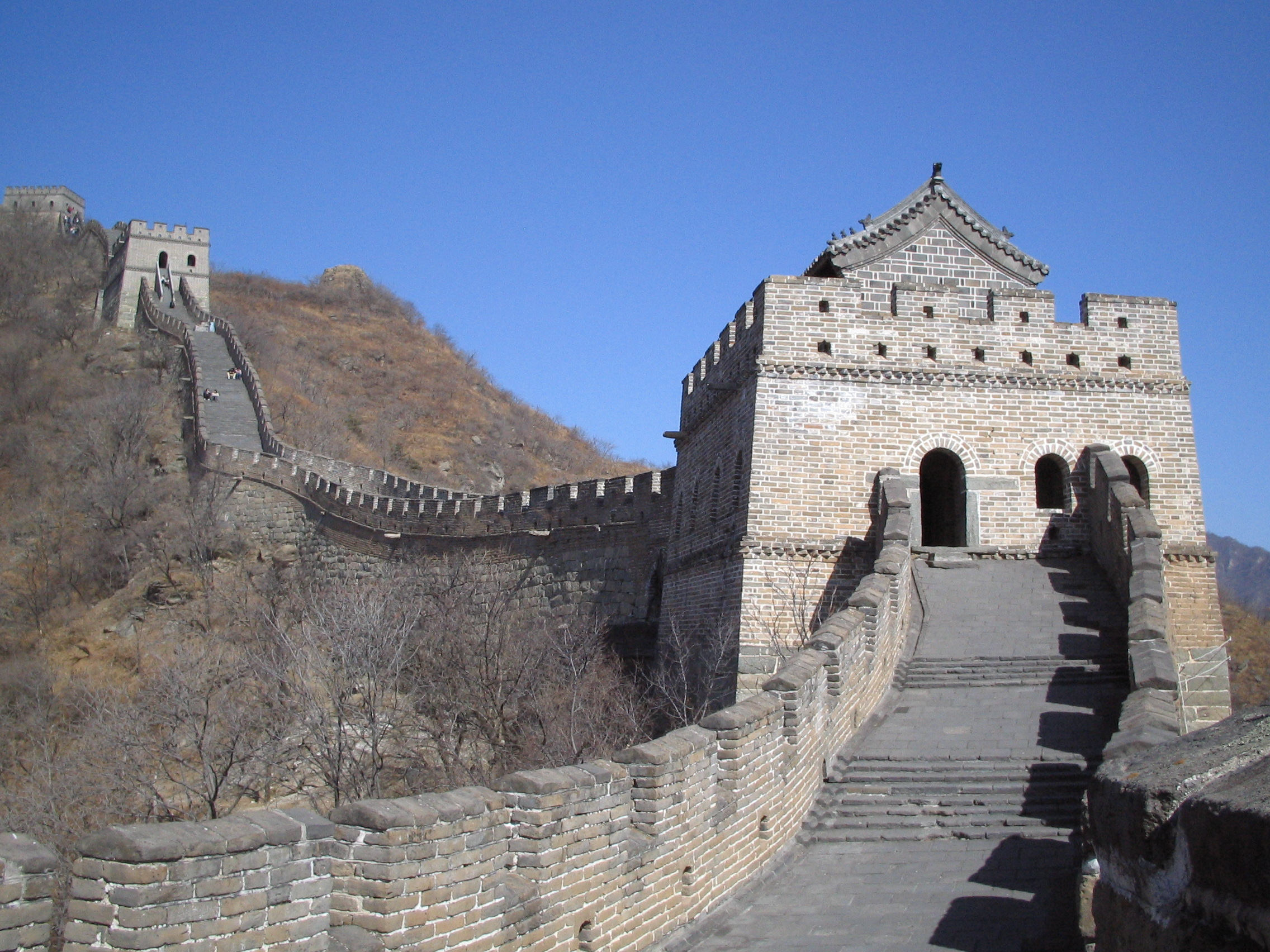
Velká čínská zeď velká většina dnes zachované zdi pochází z mingské doby

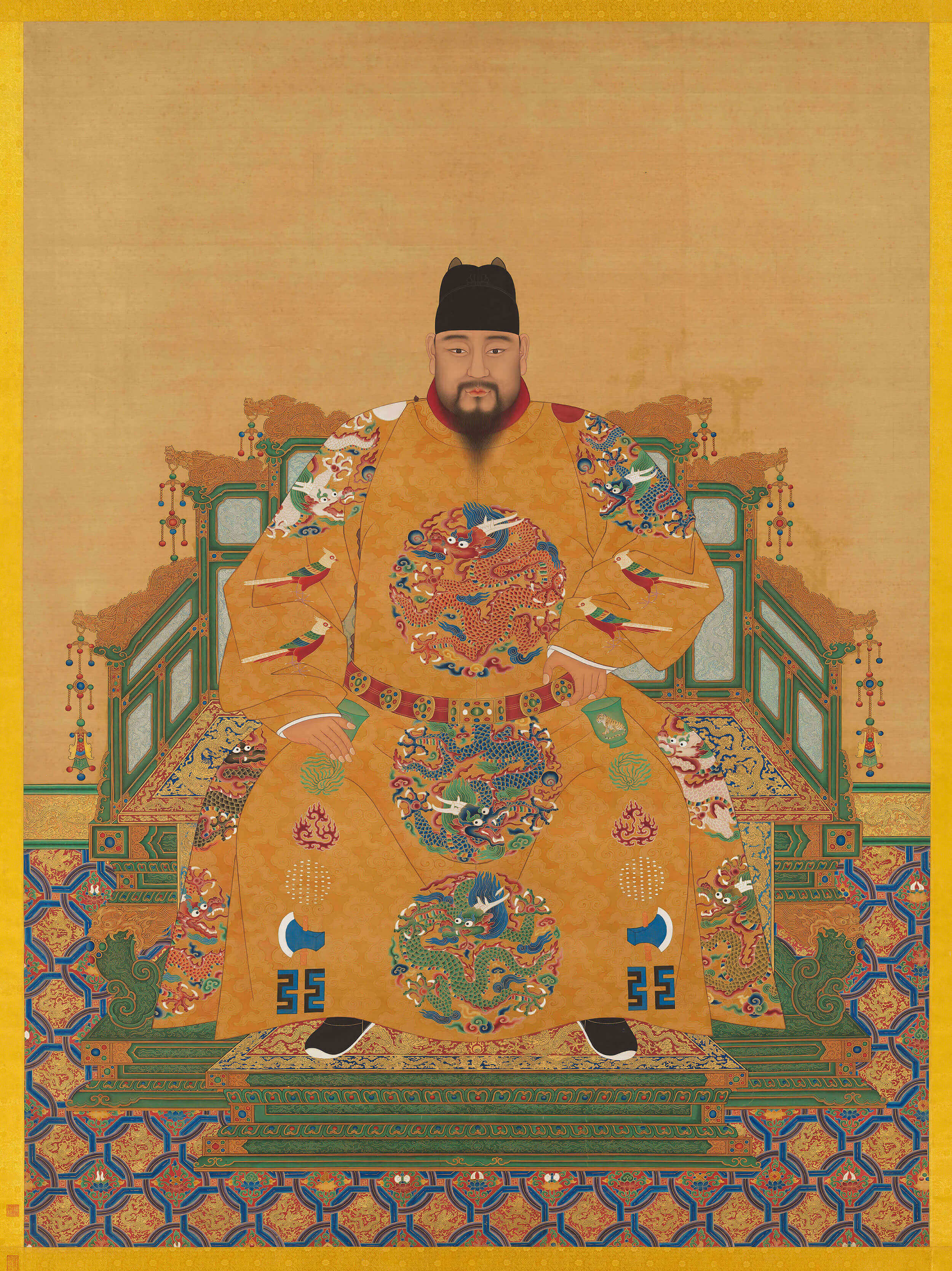
Dvakrát vládnoucí císař Čeng-tchung

Tlak Mongolů na severních hranicích vyvrcholil v červenci 1449, kdy vůdce Ojratů Esen-tajši vedl útok na Čínu. Hlavní eunuch Wang Čen přesvědčil císaře Čeng-tchunga (vládl od roku 1435), aby se osobně postavil do čela vojsk vyslaných proti Mongolům, kteří už rozdrtili pohraniční armádu. V čele 50 000 vojáků Čeng-tchun vytáhnul do pole, přičemž řízení vlády svěřil nevlastnímu bratru Ču Čchi-jüovi. Dne 8. záři byla v bitvě s Ojraty u pevnosti Tchu-mu čínská armáda na hlavu poražena, vojáci se rozprchli a sám císař padl do zajetí. Tato událost vešla do historie jako Tchumuská krize. Po vítězství Mongolové drancovali sever země až k pekingským předměstím. Po jejich odchodu v listopadu téhož roku bylo obyvatelstvo v okolí Pekingu napadáno místními bandity a mongolskými žoldáky dříve sloužícími v mingské armádě, nyní převlečenými za stepní nájezdníky, k lupičství se ovšem často uchylovali i Číňané.
Mongolové počítali s výkupným za zajatého císaře, ale přepočítali se, na trůn totiž vstoupil Ču Čchi-jü a vyhlásil novou éru Ťing-tchaj. Vojevůdce a ministr nového císaře Jü Čchien (1398–1457) postavený do čela mingských vojsk vytlačil Mongoly za Velkou zeď. Poté už nemělo smysl dále držet Čeng-tchunga v zajetí, tak byl propuštěn na svobodu a vrátil se do vlasti. Nový císař ho držel v domácím vězení v paláci dokud státní převrat známý jako „bitva u brány“ nevrátil roku 1457 trůn starému císaři. Ču Čchi-čen po nástupu k moci vládl pod heslem Tchien-šun (1457–1464).
Nová éra nabyla klidná. Mongolské jednotky mingské armády byly nespolehlivé. Dne 7. srpna 1461 čínský generál Cchao Čchin v čele jím vedených mongolských oddílů povstal ze strachu z trestu za podporu svrženého císaře. Mongolové sloužící v mingské armádě reagovali růstem averzí k čínským důstojníkům, kteří po tchu-muské krizi ztratili veškerou důvěru v jejich spolehlivost a věrnost. Povstalci zapálili západní i východní bránu císařského města (naštěstí je brzy po začátku bojů uhasil déšť) a zabili několik ministrů, než je vládní oddíly donutily se vzdát. Generál Cchao Čchin nakonec spáchal sebevraždu.
Po roce 1474 byly věnovány velké částky na výstavbu Velké čínské zdi. Přesto za vlády Dajan-chána (1479–1543) v Mongolsku byla hrozba ze severu pro Čínu zdaleka největší za celé 15. století. Nájezdy pokračovaly i za jeho nástupců. Mongolský Altan-chán (1507–1582) byl tak, stejně jako o století dříve Ojrati, schopen překročit Velkou zeď a probojovat se do okolí Pekingu. Stejně jako k porážce výše zmíněného Cchaova povstání, i pro odražení Altan-chánova nájezdu vláda využila mongolských oddílů. Zatímco Jung-le uskutečnil pět velkých útoků proti Mongolům severně od Velké zdi, pokračujíce v Chung-wuově politice zničení zbytků říše Jüan, neustávající hrozba mongolské invaze přiměla mingskou vládu koncem 15. – počátkem 16. století zrenovovat a posílit Velkou zeď. Historik John Fairbank to komentoval slovy „vojensky neúspěšné řešení, nicméně živě vyjadřující čínský postoj, zaměřený na odolávání obležení“. Na druhou stranu Velkou zeď nelze považovat za výlučně obrannou stavbu, její věže sloužili jako prostředek rychlého předávání zpráv o nepříteli, bez nichž by úspěšné vedení bojů bylo obtížné.
Začátkem 16. století nízká bojeschopnost mingské armády už nedovolovala odvracet stále častější nájezdy kočovníků. Zvláště významné byly mongolské vpády roku 1532 a 1546. Pokusy čínských vojsk vybojovat na Mongolech Ordos neměly úspěch. Roku 1550 mongolské vojsko dobylo Ta-tchung a postoupilo k pekingským hradbám. Pro osvobození obsazených oblastí musela být vybudována nová armáda a přisunuta vojska z jihu země. Až koncem 60. let se podařilo vytlačit Mongoly a roku 1570 mohla být podepsána mírová smlouva. přesto menší nájezdy pokračovaly.

### Pirátství, pašeráctví a válka sJaponci

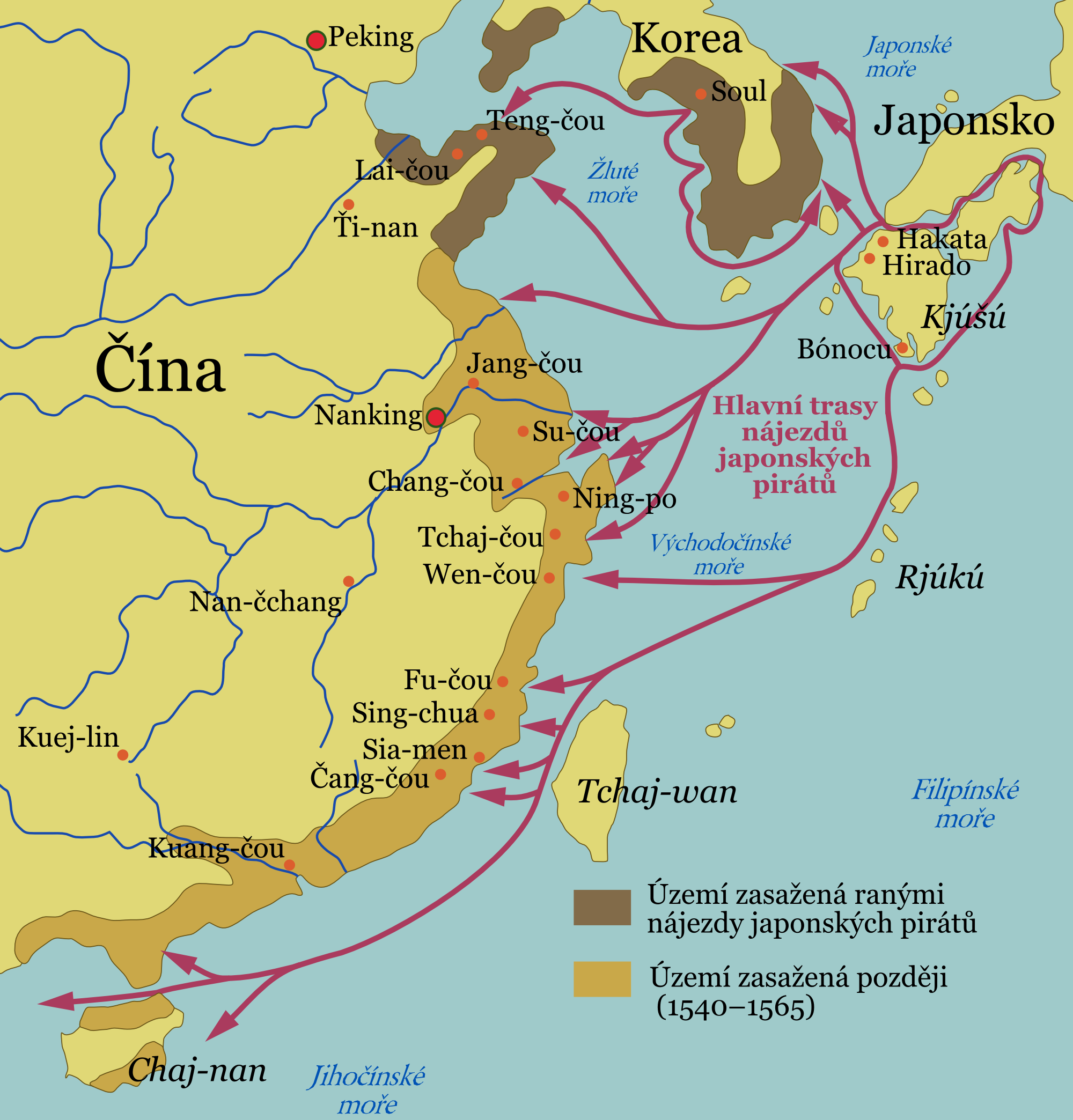
Útoky japonských pirátů na čínské pobřeží v 16. století

Roku 1479 zástupce ministra války spálil dokumenty dvorského archívu popisující cesty Čeng Chea. Je to jeden z mnoha důkazů svědčících o obratu mingské vlády k izolacionistické politice. Byly přijaty zákony o stavbě lodí, omezující rozměr plavidel, ale oslabení mingského loďstva vedlo zároveň k aktivizaci pirátů v čínských pobřežních vodách. Japonští piráti wo-kchou (倭寇, japonsky wakó) i místní čínští námořní lupiči přepadali jak obchodní lodě, tak pobřežní města a vesnice.
Namísto ozbrojených akcí proti pirátům se mingské úřady rozhodly, ve snaze zbavit piráty cílů, o likvidaci pobřežních měst. Všechen zahraniční obchod byl soustředěn v rukách státu ve formě výměny darů se zahraničními vládami. Tato politika přísného zákazu zahraničního soukromého námořního obchodu, známá jako chaj ťin (海禁, zakázané moře) trvala až do jejího oficiálního zrušení roku 1567. V době platnosti zákona se státní obchod s Japonsken soustředil pouze do přístavu Ning-po, s Filipínami do Fu-čou a s Indonésií do Kantonu. Konkrétně Japoncům bylo dovoleno připlout do Ning-po pouze jednou za deset let v množství maximálně tří set lidí na dvou lodích. Tato rozhodnutí povzbudila mnoho čínských obchodníků k účasti na široce rozšířeném ilegálním obchodu z cizinou.
Vztahy s Japonskem se prudce zhoršily poté co v Japonsku převzal moc Hidejoši Tojotomi, který roku 1592 vyhlásil cílem své vlády dobytí Číny. Následovaly dvě japonské invaze do Koreje (Imdžinská válka) ve kterých útočníci bojovali se spojenými korejsko-mingskými vojsky. Boje probíhaly zprvu se střídavými úspěchy v Koreji a okolních vodách, nakonec rozhodující bitvy vyhráli spojenci. Po Hidejošiho smrti roku 1598 japonská armáda vyklidila zbylé pevnosti a stáhla se do vlasti. Nicméně vítězství přišlo Čínu draho – náklady na válku dosáhly enormních 26 miliónů liangů stříbra.

### Obchod a kontakt sEvropou

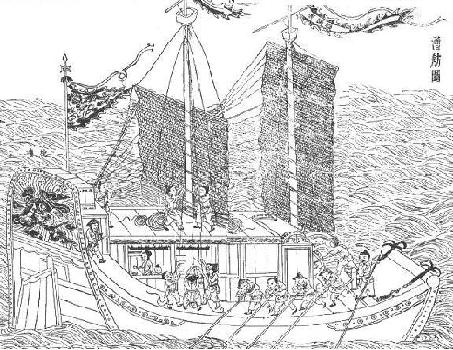
Čínská džunka, ilustrace encyklopedie Tchien-kung kchaj-wu Sung Jing-singa, 1637

Počátkem 16. se v Indickém oceánu a záhy i v mořích jihovýchodní Asie objevili portugalští piráti. Drancování a loupeže Portugalců paralyzovaly námořní obchod a způsobily hospodářskou krizi ze které se jihovýchodní Asie zotavila až po 20. letech 16. století. Do Číny dorazila první portugalská loď roku 1513, roku 1516 připlul Rafael Perestrello na portugalské lodi s malajskou posádkou do Kantonu a zahájil tak obchodní výměnu mezi Čínou a Evropou. Následující rok vyplula z Portugalska do Číny eskadra Fernãa Pirese de Andrade, jejímž cílem bylo oficiální navázání obchodních styků. Portugalci se pokusili vypravit vyslance s dopisem krále Manuela I. pro čínského císaře, vyslanec se po dvou letech dostal do metropole, ale byl odmítnut a poslán zpět do Kantonu, zde byl místními úřady obviněn ze zodpovědnosti za násilnické chování Portugalců v přístavu a zatčen, roku 1524 ve vězení zemřel. Po smrti císaře Čeng-te roku 1521 konzervativci ve vládě odmítali navázání obchodních a diplomatických styků s Portugalskem, odvolávajíce se na portugalské obsazení Malakky, dosud čínského vazala, o deset let dříve. Roku 1521 mingská flotila porazila Portugalce u Tchun Men (屯門). Ale bez ohledu na počáteční třenice, od roku 1549 každoročně přijímali portugalské obchodníky na ostrově Šang-čchuan. Roku 1557 dosáhli Portugalci prostřednictvím podplacených místních úředníků oficiálního souhlasu s přeměnou přístavu Macao ve svou obchodní kolonii.
Z Číny se vyvážel zejména porcelán a hedvábí. Samotná nizozemská Východoindická společnost v letech 1602–1608 dopravila na evropské trhy kolem 6 miliónů kusů porcelánových výrobků. Antonio de Morga (1559–1636), španělský úředník v Manile, ve své zprávě vypočítal téměř nekonečný seznam zboží dováženého Španěly z Číny. Uvádějíce množství hedvábí prodaného evropským kupcům, Ebrey zdůrazňuje význam a rozsah obchodu:
| „ | Byly případy, kdy galeona plující do španělských kolonií v Novém světě vezla přes 50 tisíc párů hedvábných punčoch. Výměnou do Číny šlo přes Manilu stříbro z mexických a peruánských dolů. Čínští kupci se velmi ochotně účastnili v takových obchodních operacích, mnozí dokonce přesídlili na Filipíny či Borneo, aby plně využili obchodní příležitosti. | “ |

Poté, co byl mingskou vládou zakázán soukromý obchod s Japonskem, chopili se Portugalci příležitosti a zaujali výhodnou pozici prostředníka. Nakupovali čínské hedvábí a v Japonsku ho prodávali za mnohem vyšší ceny, přičemž zisk použili na opětovný nákup hedvábí. Ale po roce 1573, kdy se etablovali Španělé v Manile, mající k dispozici výnos amerických stříbrných dolů, byl jimi portugalský obchod zatlačen do pozadí.
Přestože základ čínského dovozu tvořilo stříbro, Číňané nakupovali u Španělů i jiné koloniální produkty, jako sladké brambory (batáty), kukuřici a arašídy. Dovážené potraviny, společně s tradičně pěstovanou pšenicí, rýží a prosem zajistily výživu rostoucího obyvatelstva země.

## Úpadek
Počínající pokles moci mingské Číny předznamenalo roku 1556 velké zemětřesení v Šen-si, mimořádně ničivá přírodní katastrofa, která přinesla smrt asi 830 tisícům lidí.

### Éra Wan-li

Císař Wan-li (vládl 1572–1620)

Náklady na válku v Koreji byly pouze jedním z fiskálních problémů před kterými stála mingská vláda za vlády císaře Wan-liho (1572–1620). Po nástupu na trůn se obklopil schopnými poradci a svědomitě spravoval zemi. Jeho velký sekretář Čang Ťü-čeng (v úřadu 1572–1582) vybudoval efektivně pracující síť vysokých státních úředníků. Nicméně, po něm se nenašel nikdo schopný udržovat soulad mezi zájmovými skupinami centrální administrativy a úředníci se záhy rozdělili na znepřátelené skupiny. Císaře časem unavily dvorské aféry a časté spory mezi ministry, načež se postupně stáhl za zdi Zakázaného města daleko od vládních úředníků.
Úředníci dráždili císaře požadavky na určení následníka trůnu; poradci jej znechucovali svým hašteřením o způsoby spravování země. Další vzestup dvorského frakcionářství přinesly filozofické debaty o Wang Jang-minově revizi některých neokonfuciánských názorů. Rozmrzelý tím vším, Wan-li zanedbával své vladařské povinnosti, prakticky ustoupil od audiencí a diskuzí s členy vlády, ztratil zájem o studium konfuciánských klasiků, přestal číst petice a podání jemu adresované a odmítal jmenování kandidátů na uprázdněná vysoká místa úřednické hierarchie. Vzdělaní úředníci ztratili rozhodující roli ve správě země, ta přešla k mocným eunuchům, kteří se změnili v prostředníky mezi lhostejným císařem a jeho úředníky; nakonec členové vlády snažící se o projednání nutných záležitostí museli podplácet eunuchy, aby jejich informace vůbec došly do císařských rukou.

### Moc eunuchů
Začátkem 16. století se zřetelně projevily negativní důsledky procesů počínajících s ustavením mingské dynastie a postupně se rozvíjejících. K uvedené době se projevila významná, i když neformální změna struktury moci způsobující rozklad vládnoucí špičky. Při zachování všech vnějších atributů neomezené samovlády proběhlo faktické odstranění císařů od bezprostředního řízení státních záležitostí. Reálnou moc soustředili do svých rukou tajemníci palácového sekretariátu (nej-ke) a císařští favorité, především eunuši.

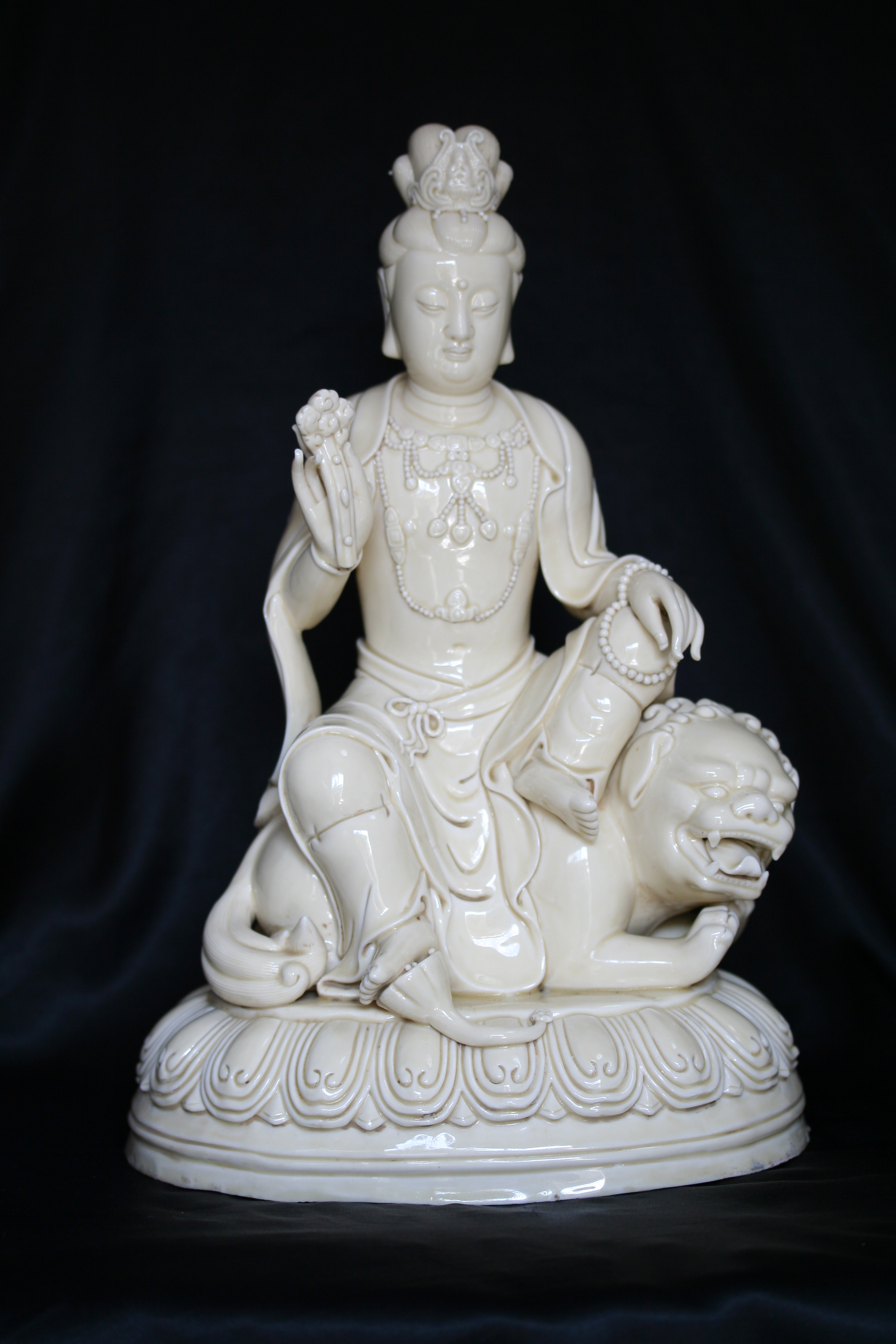
Bódhisattva Maňdžušrí, porcelánová soška ze 17. století

Chung-wu zakázal eunuchům učit se číst a vměšovat se do politiky. Není jasné jak se tyto zákony dodržovaly během jeho vlastní vlády, ale když se na trůn dostal císař Jung-le, eunuši řídili velké státní dílny, stáli v čele armád a zasahovali do výběru a jmenování úředníků. Nakonec vznikla paralelní administrativní síť řízená eunuchy, nezávislá na standardní úřednické správní struktuře. Přestože během vlády mingských císařů existovalo několik eunuchů s takřka diktátorskou mocí jako Wang Čen, Wang Č' a Liou Ťin, růst moci eunuchů nebyl otevřeně zjevný, dokud v 90. letech 16. století císař Wan-li nezvýšil jejich pravomoci vůči civilní správě a negarantoval jim nárok na výběr provinčních daní.
Ještě dříve předchůdci Wan-liho na císařském trůně se vzdali řízení státu, dokonce přestali přijímat hodnostáře vyřizující vládní akta. Císař Čeng-te (1505—1521) vůbec takové audience nepořádal. Vládním záležitostem se prakticky nevěnoval ani Ťia-ťing (1521—1566), který raději hledal elixír nesmrtelnosti a diskutoval s taoistickými učenci. Sám Wan-li po roce 1589 uspořádal jen jedinou audienci. Císař Tchien-čchi (1620—1627) prakticky úplně upadl pod vliv eunucha Wej Čung-siena a tento takřka nekontrolovaně vládl dvoru. Vybudoval pro sebe paláce s použitím fondů určených pro náhrobky předešlých císařů a jeho přátelé a příbuzní získali významné pozice bez ohledu na své schopnosti. Wej také zveřejnil historická díla kritizující jeho politické odpůrce, mučil a věznil své protivníky, zejména kritiky náležející k takzvané „společnosti Tung-lin“. Tito požadovali provedení změn podle vůle „moudrého a spravedlivého císaře“. Takovým se, podle nich, měl stát kníže Ču Čchang-luo. Opozičníci rozpracovali reformy, podle nichž měl císař osobně vládnout, zakazovalo se vytváření dvorských klik, likvidovala se korupce, rušil se státní monopol na těžbu nerostných zdrojů... Skupině Tung-lin se roku 1620 podařilo dosadit Ču Čchang-lua na trůn jako císaře Tchaj-čchanga, ale už po měsíci byl otráven eunuchy, načež následovala odvetná reakce Wej Čung-siena.
Neustálé přesuny ve vládním aparátu dezorganizovaly dvůr, země trpěla epidemiemi, povstáními a nepřátelskými vpády. I když císař Čchung-čen (1627—1644) odstranil Weje ode dvora a přinutil k sebevraždě, eunuchové získané pozice drželi až do konce vlády dynastie Ming o dvě desetiletí později.

### Ekonomická a demografická krize
Počínaje posledními roky éry Wan-li v Číně začala těžká finanční krize, vyvolaná nedostatkem oběživa – stříbra. Příčinou byly pirátské akce Angličanů a Nizozemců (podporované jejich vládami) namířené proti španělskému a portugalskému obchodu, vedené snahou oslabit ekonomickou sílu katolických nepřátel. Současně Filip IV. Španělský (vládl 1621–1665) bránil nepovolenému vývozu stříbra z Ameriky do Číny a ve snaze o monopol na obchod s Čínou vypravoval do Manily koráby s peruánským stříbrem ze španělských přístavů. Roku 1639 japonská vláda prakticky ukončila obchod s evropskými státy, čím podvázala další zdroj stříbra pro čínský trh. Nicméně přítok stříbra z Japonska pokračoval, byť v omezeném množství, kdežto ztráta jihoamerického stříbra byla mnohem tíživější. Existuje také názor, že růst hodnoty stříbrných peněz v 17. století byl způsoben spíše poklesem poptávky po zboží než zmenšením množství stříbra v oběhu.

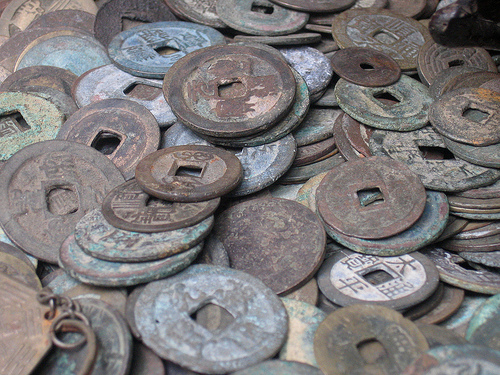
Čínské měďáky s typickým čtverhranným otvorem uprostřed. Mince se navlékaly na šňůry po tisících.

Všechny tyto události se staly přibližně v současně a jejich společný vliv vyvolal ostrý růst hodnoty stříbra a vedl k neschopnosti mnohých čínských provincií odvádět daně a dávky v předepsané výši. Čím větší mělo stříbro hodnotu, tím neochotněji bylo vydáváno – což vedlo k poklesu množství stříbra v oběhu a inflaci měděných peněz (drobné čínské mince jsou konvenčně označovány za měděné, fakticky ovšem byly z bronzu). Ve 30. letech 17. století tisíc měďáků odpovídal jednomu liangu stříbra, roku 1640 už pouze polovině liangu a počátkem roku 1643 pouze třetině liangu. Pro rolníky takový vývoj znamenal katastrofu. Daně byly totiž stanoveny ve stříbru, kdežto místní obchod – prodej přebytků i nákup řemeslných výrobků – byl placen v měďácích.
Vedle toho krizi prohloubil značný demografický růst (počet obyvatel říše Ming se na počátku 17. století zvýšil troj až čtyřnásobně ve srovnání s koncem 14. století). Růst obyvatelstva, ožebračení venkova a živelní pohromy zostřily zásobovací problémy. Zrna na obyvatele bylo stále méně, zato ceny rostly. V soukromém sektoru drobní rolníci chudli a měnili se v nájemce, povinné k daním platit ještě vysoký nájem. Paradoxně současně vzkvétala města, příliv volné pracovní síly doprovázel rozvoj řemesel, těžby a dopravy. I když zdaleka ne všichni kdo odešli do měst, našli práci. Mnozí z nezaměstnaných bezdomovců rozšířili řady žebráků, zlodějů a banditů.
V první polovině 17. století se v severní Číně stal hlad stálým jevem vinou suchého a chladného počasí a z toho plynoucího zkrácení vegetačního období; toto ochlazení je dnes známé jako Malá doba ledová. Hlad, s ním rostoucí daňové zatížení, rozšíření dezertérství, oslabení systému pomoci chudině, záplavy a neschopnost ústřední vlády řádně řídit práce na zavlažovacích a protipovodňových stavbách vedly k vysoké úmrtnosti, zbídačení a surovosti lidí. Sama vláda, prakticky ztrácející daňové příjmy, nebyla schopna bojovat se vznikajícími problémy. Ke všemu předešlému se od Če-ťiangu do Che-nanu rozšířila epidemie, pravděpodobně moru. Počet obětí byl velmi vysoký, byť zůstal neznámý.

### Vzestup Mandžuů
Výjimečný džürčenský vůdce Nurhači (vládl 1616–1626) zpočátku v čele malého kmenu, rychle sjednotil příbuzné kmeny. Během japonské invaze do Koreje nabídl mingské vládě vojenskou pomoc. Byl odmítnut, nicméně jeho loajalita mu vynesla vysoké čínské čestné tituly. Poté, co poznal slabost mingské autority severně od Velké zdi, podrobil si všechny národy žijící v Mandžusku.

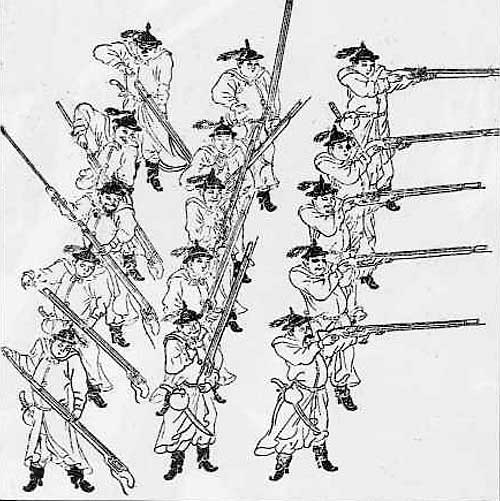
Mingští mušketýři ve výcvikové formaci

Roku 1610 přerušil vztahy s mingským dvorem; o osm let později požadoval tribut od Mingů jako náhradu za údajné křivdy a škody způsobené jeho zemi Čínou. To bylo prakticky vyhlášení války. Po letech úspěšných bojů a přenesení hlavního města do Šen-jangu, dobytého roku 1621, Nurhači padl roku 1626 v bitvě u Ning-jüanu, další porážku utrpěli Džürčeni roku 1628.
Neschopni zaútočit na srdce Číny přímo, Džürčeni zdokonalovali dělostřelectvo a získávali spojence. Neocenitelným přínosem byli bývalí mingští úředníci a generálové přecházející k nepříteli, a to i s velkou částí podřízených jednotek. Roku 1632 Džürčeni připojili vnitřní Mongolsko, čímž získali kontrolu nad tradičními přístupy do Číny ze severu, navíc místní Mongolové rozšířili jejich armádu.
Roku 1636 džürčenský vládce Chuang Tchaj-ťi přejmenoval vládnoucí dynastii z Pozdní Ťin na Čching . Také převzal čínský císařský titul chuang-ti a změnil jméno svého lidu z Džurčenů na Mandžuy. Roku 1638 mandžuská armáda porazila tradičního čínského spojence – korejské království Čoson. Krátce poté se Korejci vzdali své dlouhodobé loajality k dynastii Ming.
Od té doby začala mandžuská jízda provádět nájezdy na čínské území. V reakci na mandžuský tlak mingská vláda stáhla k důkladně opevněnému Šan-chaj-kuanu své nejlepší a nejbojeschopnější oddíly v čele s generálem Wu San-kuejem.

### Povstání, invaze, kolaps
Sucho, neúrody, ekonomická krize, zvůle úředníků a břímě války s Mandžuy dohnaly rolníky k ozbrojeném vystoupením. Roku 1628 v provincii Šen-si se místní bandité a zbojníci začali organizovat a sjednocovat v povstalecké oddíly. Z tohoto momentu v severovýchodní Číně začíná rolnická válka, která trvala bezmála 19 let (1628–1647). Zpočátku bylo povstalecké vojsko jednotné, ale po dobytí Fen-jangu (v Šan-si) vznikl rozkol mezi dvěma vůdci hnutí – Kao Jing-siengem a Čang Sien-čungem (1606–1647), na což druhý z nich reagoval odvodem svého vojska na jih k Jang-c'-ťiang. Kao s dalšími vůdci se přesunuli na západ do Šen-si kde byli rozbiti. Po uvěznění Kaoa byl vůdcem povstalců vybrán Li C'-čcheng (1606–1645). Roku 1634 byl zajat vládními vojsky a propuštěn pouze za slib zachování loajality k mingské vládě. Dohodu vypověděl poté, co místní úřad popravil jeho šestatřicet společníků; Liovi vojáci se pomstili zabitím úředníků a roku 1635 ovládli území kolem Žung-jangu v provincii Che-nan. Do 40. let Liův rival Čang Sien-čung pevně ovládl Čcheng-tu v S’-čchuanu, zatímco Li sám rozšířil svou moc z Che-peje do Šen-si a Che-nanu.

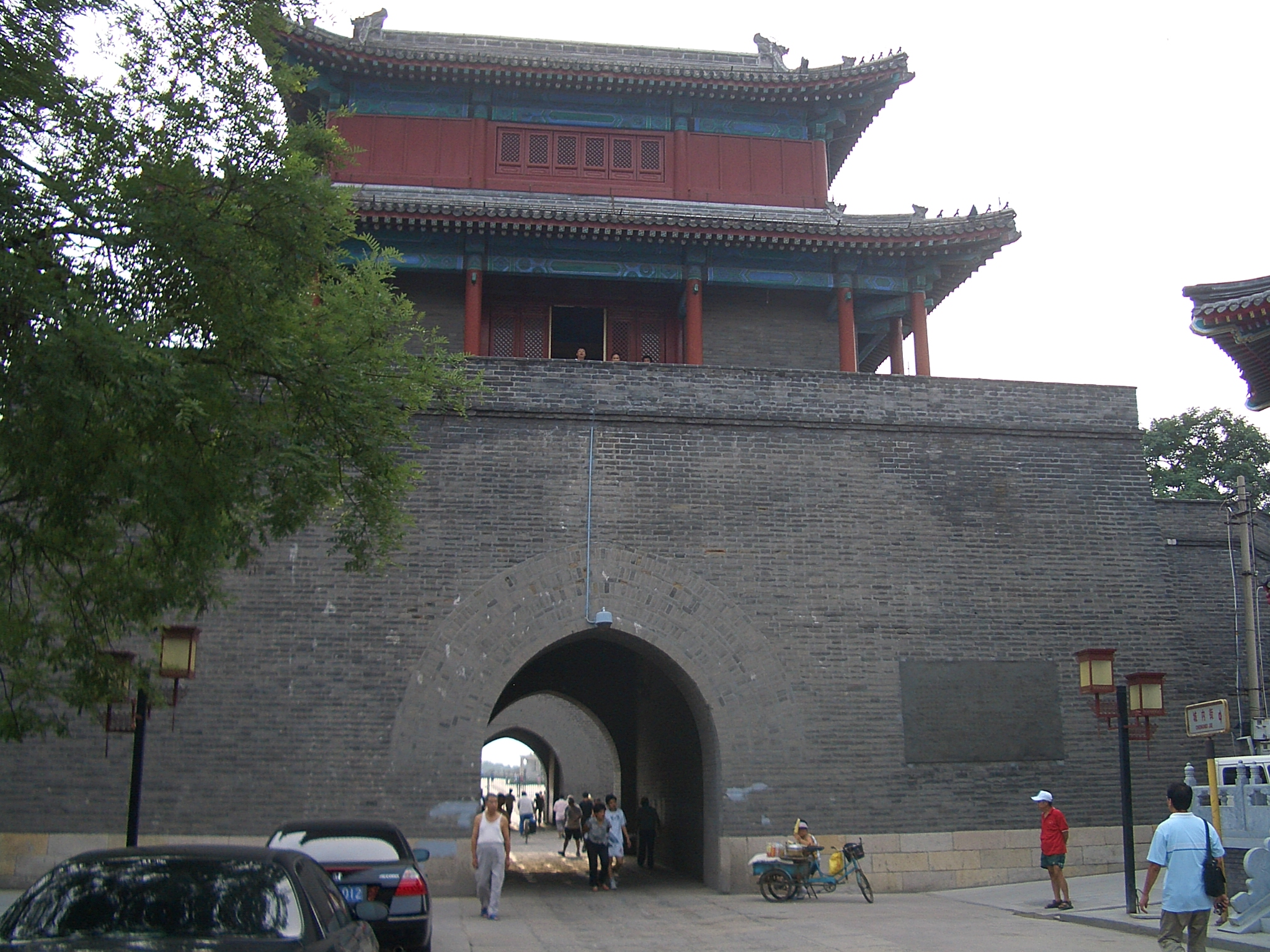
Pevnost Wan-pching postavená kolem roku 1638 pro obranu Pekingu před povstalci

Roku 1640 hladovějící rolníci neschopní platit daně ztratili strach z oslabených mingských vojsk, jdoucích od porážky k porážce, a začali se masově bouřit. Vládní armáda, neschopná se vypořádat ani s mandžuskými nájezdy ze severu, ani s rolnickým hnutím v provinciích, se začala rozpadat. Neplacení a špatně zásobování mingští vojáci byli poraženi Li C'-čchengem, který se roku 1643 prohlásil králem dynastie Šun. Pekingská metropole jím byla obsazena prakticky bez boje – obléhání trvalo pouze dva dny, poté zrádci otevřeli brány jeho armádě, která bez dalších překážek obsadila město. V dubnu 1644 tak byl Peking obsazen povstalci a poslední mingský císař spáchal sebevraždu – oběsil se na stromě v parku před branou Zakázaného města..
Generál Wu San-kuej po získání informací o pádu metropole a postupu Li C'-čchengovy armády proti němu neviděl jinou možnost porážky povstalců než otevření bran čínské zdi Mandžuům. Podle romantického příběhu čínských kronik generál zprvu uvažoval o kompromisu s Li C'-čchengem, ale po otcově zprávě o zájmu nového vládce o Wuovu oblíbenou milenku změnil svůj postoj a přiklonil se ke spojenectví s Mandžuy. Mandžuská armáda vedená knížetem Dorgonem (1612-1650) ve spojenectví s Wuovými vojsky rozbila povstalce u Šan-chaj-kuanu a postoupila k metropoli. Začátkem června Li z Pekingu ustoupil, vzápětí mandžusko–čínská armáda obsadila město a prohlásila císařem mladého Aisin-Gioro Fulina (Šun-č'). Vojsko povstalců utrpělo ještě jednu porážku od Mandžuů u Si-anu a ustoupilo podél řeky Chan do Wu-čchangu, později k severním hranicím provincie Ťiang-si. Zde Li v létě 1645 zemřel, tím zanikla i dynastie Šun. Zprávy o příčině jeho smrti se rozcházejí, buď spáchal sebevraždu, nebo jej zabili jím olupovaní rolníci. Čang Sien-čung ustoupil z Čcheng-tu a bránil se použitím taktiky spálené země, v lednu 1647 však padl v bitvě.
Ohniska protimandžuského odporu přetrvávala ještě řadu let. Nehledě na smrt císaře a ztrátu hlavního města nebyla mingská Čína přemožena. Druhé hlavní město Nanking a provincie Fu-ťien, Kuang-tung, Šan-si a Jün-nan zachovaly věrnost Mingům. Ale na uvolněný trůn pretendovalo najednou několik knížat a jejich síly zůstaly rozdrobené. Střediska odporu byla dobývána čchingskými vojsky jedno po druhém a roku 1662 se smrtí císaře Jung-liho zmizela poslední naděje na udržení moci jižních Mingů. Přesto se protimandžuské skupinky zachovaly až do pádu Čchingů začátkem 20. století.